# Tim (televisieserie)
Tim is een Vlaamse jeugdreeks, geschreven door Louis De Groof, geproduceerd door Rik Van den Abbeele en geregisseerd door Jef Ceulemans. De reeks werd op woensdagnamiddag uitgezonden vanaf woensdag 1 januari 1975 tot 18 juni 1975 tussen 17.15u en 17.45u met een 14-daagse frequentie.

## Korte inhoud
Tim is een student die een eindwerk maakt over magie. Zijn onderzoek leidt hem naar het plaatsje Solem, waar schijnbaar geheimzinnige dingen gebeuren.
Hij komt er in contact met de heks Ilona die hem de beginselen van de magie bijbrengt.
Uit nieuwsgierigheid wil hij hogere magie proberen, maar omdat hij een beginneling is, loopt er wat verkeerd en verandert hij in een auto.

## Rolverdeling
- Tim : Bob De Moor
- Mirko : Rik Andries
- Ilona : Chris Lomme
- Marijke : Magda Cnudde

## Boek
Van dit feuilleton verscheen ook een tweedelig boek naar het scenario van Louis De Groof.